# Voorzitterschap van de Raad van de Europese Unie

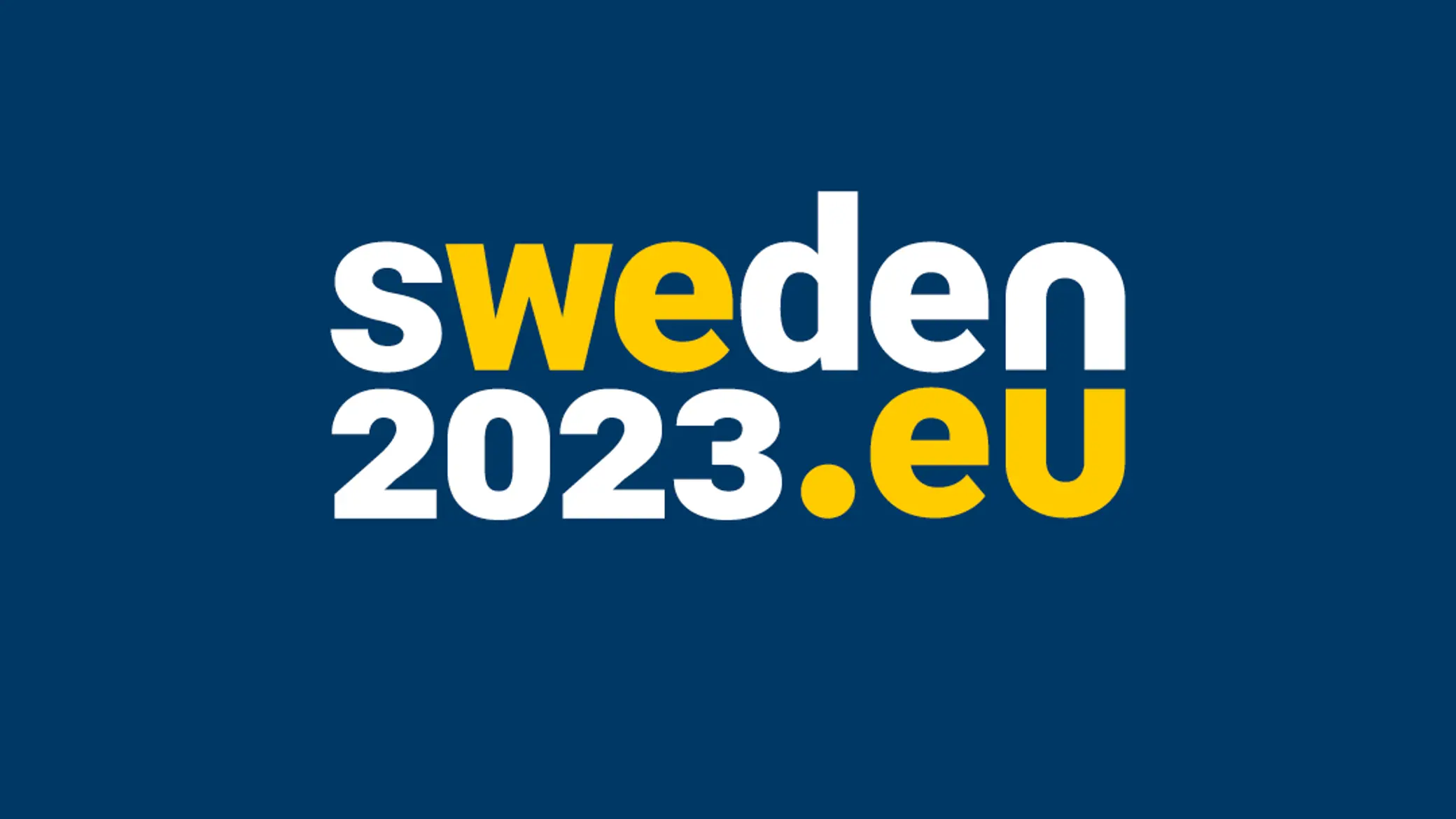
Logo Zweeds voorzitterschap 2023

Logo Spaans voorzitterschap 2023

Elk half jaar is een lidstaat voorzitter van de Raad van de Europese Unie. Het voorzitterschap is een plicht voor elke lidstaat en is nodig voor de goede werking van de Europese instellingen. Het land dat voorzitter is, leidt naast de Raad van de Europese Unie ook het Comité van Permanente Vertegenwoordigers.

## Geschiedenis

### Voor Lissabon
Voor het Verdrag van Lissabon leidde de regeringsleider van dat land ook de vergaderingen van de Europese Raad. De minister van Buitenlandse zaken leidde toen de Raad "Algemene Zaken en Buitenlandse Betrekkingen", nu wordt het voorzitterschap waargenomen door de hoge vertegenwoordiger van de Unie voor Buitenlandse Zaken en Veiligheidsbeleid. De Europese Raad wordt nu voorgezeten door een vaste voorzitter.

### Na Lissabon
Sinds de inwerkingtreding van het Verdrag van Lissabon werken voorzittende landen in trio's met elkaar samen. Dit moet de continuïteit ten goede komen in het beleid van het voorzitterschap omdat de tijdshorizon daarmee 18 in plaats van 6 maanden wordt. Het eerste trio was Spanje-België-Hongarije. De drie landen hanteerden elk hetzelfde logo maar met de eigen nationale kleuren, België bracht in 2010 een 2 euro-herdenkingsmunt uit ter ere van het voorzitterschap met het logo van het trio.

## Overzicht
Hieronder staat een lijst met voorzitters uit het verleden en de planning voor de toekomst.
| Jaar | Januari-juni        | Juli-december       |
| ---- | ------------------- | ------------------- |
| 1958 | België              | West-Duitsland      |
| 1959 | Frankrijk           | Italië              |
| 1960 | Luxemburg           | Nederland           |
| 1961 | België              | West-Duitsland      |
| 1962 | Frankrijk           | Italië              |
| 1963 | Luxemburg           | Nederland           |
| 1964 | België              | West-Duitsland      |
| 1965 | Frankrijk           | Italië              |
| 1966 | Luxemburg           | Nederland           |
| 1967 | België              | West-Duitsland      |
| 1968 | Frankrijk           | België              |
| 1969 | Luxemburg           | Nederland           |
| 1970 | België              | West-Duitsland      |
| 1971 | Frankrijk           | Italië              |
| 1972 | Luxemburg           | Nederland           |
| 1973 | België              | Denemarken          |
| 1974 | West-Duitsland      | Frankrijk           |
| 1975 | Ierland             | Italië              |
| 1976 | Luxemburg           | Nederland           |
| 1977 | Verenigd Koninkrijk | België              |
| 1978 | Denemarken          | West-Duitsland      |
| 1979 | Frankrijk           | Ierland             |
| 1980 | Italië              | Luxemburg           |
| 1981 | Nederland           | Verenigd Koninkrijk |
| 1982 | België              | Denemarken          |

| Jaar | Januari-juni        | Juli-december       |
| ---- | ------------------- | ------------------- |
| 1983 | West-Duitsland      | Griekenland         |
| 1984 | Frankrijk           | Ierland             |
| 1985 | Italië              | Luxemburg           |
| 1986 | Nederland           | Verenigd Koninkrijk |
| 1987 | België              | Denemarken          |
| 1988 | West-Duitsland      | Griekenland         |
| 1989 | Spanje              | Frankrijk           |
| 1990 | Ierland             | Italië              |
| 1991 | Luxemburg           | Nederland           |
| 1992 | Portugal            | Verenigd Koninkrijk |
| 1993 | Denemarken          | België              |
| 1994 | Griekenland         | Duitsland           |
| 1995 | Frankrijk           | Spanje              |
| 1996 | Italië              | Ierland             |
| 1997 | Nederland           | Luxemburg           |
| 1998 | Verenigd Koninkrijk | Oostenrijk          |
| 1999 | Duitsland           | Finland             |
| 2000 | Portugal            | Frankrijk           |
| 2001 | Zweden              | België              |
| 2002 | Spanje              | Denemarken          |
| 2003 | Griekenland         | Italië              |
| 2004 | Ierland             | Nederland           |
| 2005 | Luxemburg           | Verenigd Koninkrijk |
| 2006 | Oostenrijk          | Finland             |
| 2007 | Duitsland           | Portugal            |

| Jaar | Januari-juni | Juli-december |
| ---- | ------------ | ------------- |
| 2008 | Slovenië     | Frankrijk     |
| 2009 | Tsjechië     | Zweden        |
| 2010 | Spanje       | België        |
| 2011 | Hongarije    | Polen         |
| 2012 | Denemarken   | Cyprus        |
| 2013 | Ierland      | Litouwen      |
| 2014 | Griekenland  | Italië        |
| 2015 | Letland      | Luxemburg     |
| 2016 | Nederland    | Slowakije     |
| 2017 | Malta        | Estland       |
| 2018 | Bulgarije    | Oostenrijk    |
| 2019 | Roemenië     | Finland       |
| 2020 | Kroatië      | Duitsland     |
| 2021 | Portugal     | Slovenië      |
| 2022 | Frankrijk    | Tsjechië      |
| 2023 | Zweden       | Spanje        |
| 2024 | België       | Hongarije     |
| 2025 | Polen        | Denemarken    |
| 2026 | Cyprus       | Ierland       |
| 2027 | Litouwen     | Griekenland   |
| 2028 | Italië       | Letland       |
| 2029 | Luxemburg    | Nederland     |
| 2030 | Slowakije    | Malta         |
| 2031 | Estland      | Bulgarije     |
| 2032 | Oostenrijk   | Roemenië      |
| 2033 | Finland      | Kroatië       |

## Sponsoring
Het voorzitterschap van de Raad van de Europese Unie wordt gesponsord door grote commerciële bedrijven. Hoofdsponsor van het Roemeense voorzitterschap gedurende de eerste helft van 2019 was het frisdrank-concern Coca-Cola. In de tweede helft van 2019 zal de Finse voorzitter worden gesponsord door autofabrikant BMW. Ondanks een protestbrief van 97 Europarlementariërs, zal BMW honderd auto's aan de Finse voorzitter ter beschikking stellen.
In 2002 verbonden de Denen zich al met private sponsors. Daarna heeft een reeks andere landen eveneens reclame voor bedrijven gemaakt in ruil voor gratis producten of diensten. Ook Nederland heeft zich in het verleden laten sponsoren.